# 季琮
季琮（1429年—？），字天球，浙江杭州府仁和縣人，明朝政治人物。進士出身。

## 生平
景泰七年（1456年）丙子科浙江鄉試第九名舉人。成化二年（1466年）丙戌科會試第四十一名，殿試登第二甲第一名進士（傳臚），授监察御史。

## 家族
曾祖父季祐之。祖父季維賢。父亲季中。